# Diaethria astala
Diaethria astala är en fjärilsart som beskrevs av Guérin-meneville 1844. Diaethria astala ingår i släktet Diaethria och familjen praktfjärilar. Inga underarter finns listade i Catalogue of Life.

## Bildgalleri

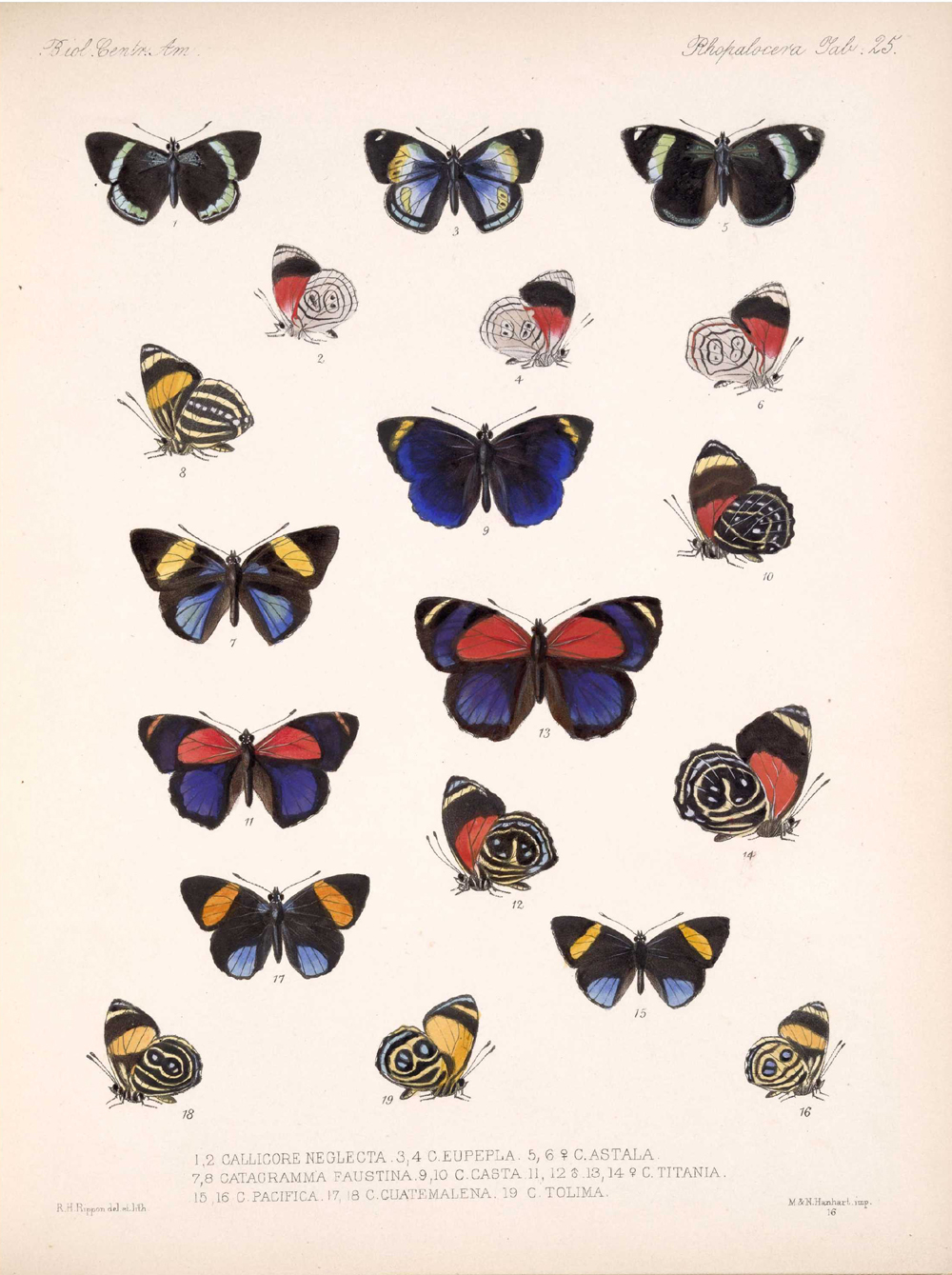
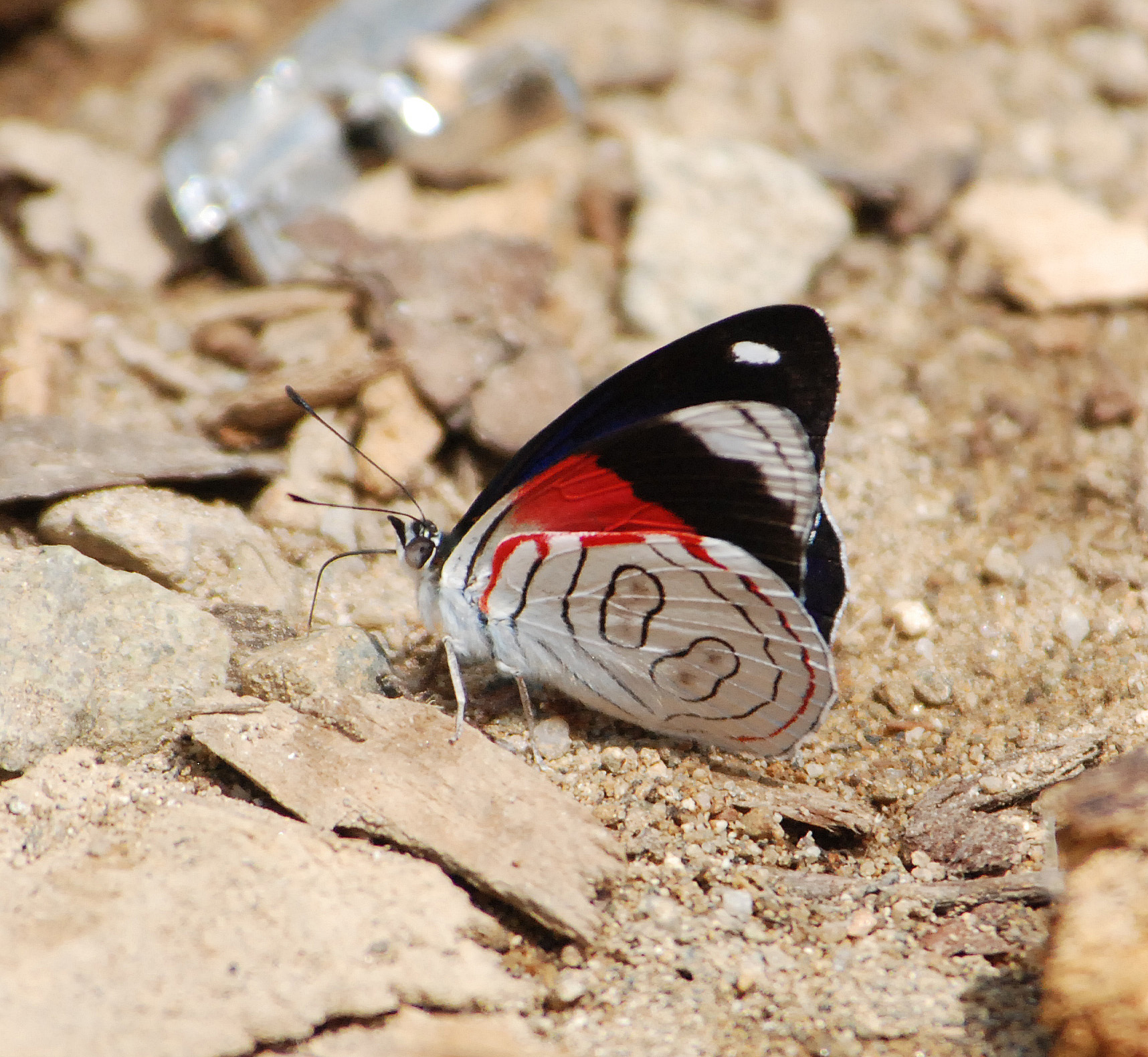
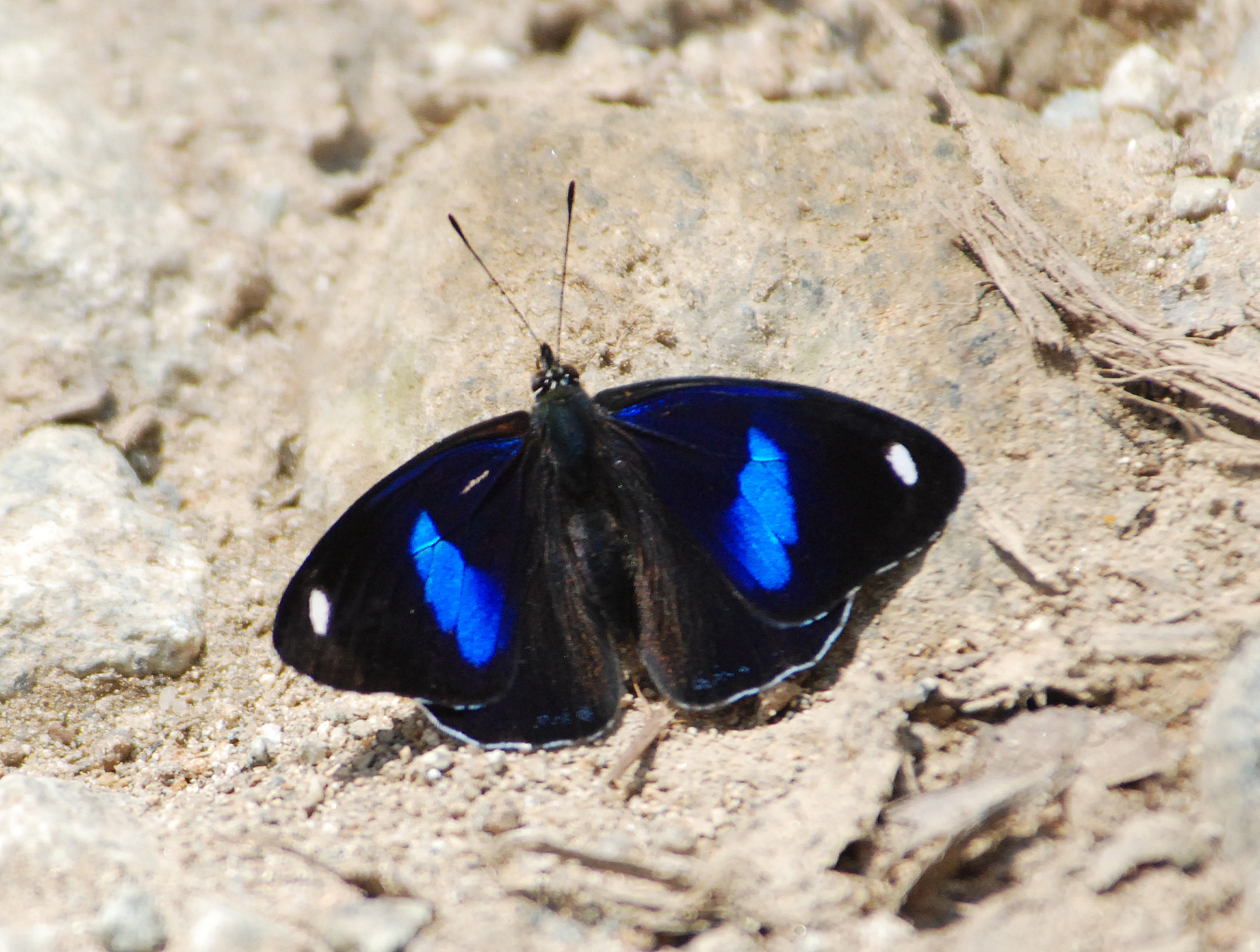